# Гофицкое (Краснодарский край)
Гофицкое — село в Лабинском районе Краснодарского края, входит в состав Отважненского сельского поселения.
Население — 592 человека (2010).

## География
Расположено в 45 км юго-восточнее Лабинска, на границе с Карачаево-Черкесией. Находится на правом берегу Лабы́. Длина хутора 4 км.
В 4 км к северо-западу от села находится станица Каладжинская, в 10 км к юго-востоку находится станица Ахметовская, в 5 км к востоку располагается станица Отважная, в 2 км к югу станица Чернореченская.
С запада село окружено широколиственным лесом, с востока горами, с севера и юга полями.
Единственная улица села — Ленина — располагается на автотрассе Краснодар—Ахметовская.

## История
До Великой Отечественной войны село носило название Заболотний, в честь его первого жителя, переселившегося из станицы Отважной.

## Экономика
До недавнего времени в селе функционировал ООО «Гофицкий сырзавод». В 2005 году он был объявлен банкротом и был закрыт. Также в разные годы были закрыты хлебопекарня и СТФ, значительно сокращена численность скота на МТФ. На данный момент действует только молочно-товарная ферма.

## Образование
В селе действует 9-классовая школа. Ученики 10-х и 11-х классов учатся в станице Каладжинской, откуда за ними приезжает школьный автобус.

## Население
| 2002 | 2010 |
| ---- | ---- |
| 580  | ↗592 |